# Флуміненсе
Флуміненсе (порт. Fluminense Football Club) — бразильський спортивний клуб з міста Ріо-де-Жанейро. Заснований на початку XX століття як установа одного спорту, «Флуміненсе» на сьогодні є організацією команд в більш ніж 16 різних видах спорту. У статті розглядається «Флуміненсе» виключно як професіональний футбольний клуб.

## Історія
«Флуміненсе» був заснований 21 липня 1902 року в Ріо-де-Жанейро Оскаром Коксом, бразильцем британського походження. Розміщений в тодішній аристократичній околиці Laranjeiras, «Флуміненсе» був сформований синами еліти, які були в контакті з футболом під час навчання в Європі. Перший офіційний матч клуб зіграв проти нині неіснуючого Rio FC, що закінчився 8-0 на користь «Флуміненсе». Перше досягнення було в 1906 році, коли «Флуміненсе» вперше став чемпіоном Ліги Каріока.
У 1911 році розбіжності між гравцями «Флуміненсе» призвели до формування футбольної команди Фламенго, яка залишається головним суперником клубу. Так зване Fla-Flu derby вважається найбільшим в історії бразильського футболу. У 1914 році на стадіоні «Флуміненсе» провела свій перший в історії матч бразильська національна збірна. Крім того саме там «Флуміненсе» завоювали свій перший титул, в 1919 році. Через рік, Афраніо Коста, спортсмен-стрілець, що представляв «Флуміненсе», виграв першу медаль для Бразилії в історії Олімпійських ігор.
До 1924 у «Флуміненсе» було 4000 членів, стадіон на 25000 чоловік та інфраструктура, що вражала клуби Європи. Тим не менше, довгий час асоціація клубу з багатіями псувала свою історію расизмом. Невдалий випадок у 1914 році, мулат, граючи за «Флуміненсе», вирішив покрити себе косметичним порошком, щоб приховати колір своєї шкіри. У кінцевому підсумку це призвело до одного з прізвиськ клубу Pó de arroz, що означає португальською білий порошок. Аж після 1950 року клуб почав приймати чорношкірих гравців до своєї команди.
У наступні роки тривала гегемонія клубу в Ріо. «Флуміненсе» залишиться неперевершеним з точки зору кількості чемпіонатів штату аж до 2009 року. Міжнародне визнання прийшло в 1949 році з врученням Olympic Cup і ще більше в 1952 році з першим міжконтинентальним для «Флуміненсе» кубком Copa Rio. Клуб зарекомендував себе регіонально з досягненням двох кубків Torneio Rio-São Paulo в 1957 і 1960 рр.. Національні відзнаки слідують в 1970 і 1984 роках, з Taça de Prata та бразильським чемпіонатом, відповідно.
Катастрофічна кампанія призвела до вильоту клубу із Серії А в 1996 році. Набір політичних маневрів, проте, дозволив «Флуміненсе» залишитися у Серії А, тільки для того, щоб вилетіти в наступному році. Повністю втративши контроль, клуб вилетів із Серії B до Серії C в 1998 році. У 1999 році «Флуміненсе» виграв чемпіонат Серії C і повинен був грати в Серії B, коли він був запрошений взяти участь у Кубку Жоао Авеланжа, чемпіонаті, який замінив традиційну Серію А в 2000 році . У 2001 році було вирішено, що всі клуби, які взяли участь у так званій групі Blue цього Кубку залишаються в Серії А, і так «Флуміненсе» знайшов свій шлях назад до вершини, де перебуває з тих пір .
У 2007 році «Флуміненсе» виграв Кубок Бразилії і був прийнятий в Кубок Лібертадорес знову після 23 років. Кампанія клубу привела його до фіналу і включала чудові матчі проти Арсеналу де Саранді, Сан-Паулу і Бока Хуніорс. «Флуміненсе» програв фінал ЛДУ Кіто по пенальті.
Після підписання 27 гравців і 5 різних менеджерів у 2009 році, «Флуміненсе» виявились у ситуації боротьби за збереження місця в Серії А. З менш ніж однією третьою частиною матчів до закінчення чемпіонату, математична ймовірність вильоту клубу була 98 %. У цей час, менеджер Кука вирішив звільнити деяких досвідчених гравців і дати молоді шанс. Це, поряд із відновленням Фреда від серйозних травм та суттєвої підтримки з боку вболівальників, дозволило не тільки сенсаційно врятуватись від вильоту, а також попасти у фінал Кубку Південної Америки. Вже другий рік поспіль, клуб вирішував долю континентального кубка. Ніби з відчуттям Дежавю з попереднього року, «Флуміненсе» програв фінал ЛДУ Кіто.

## Досягнення
- Олімпійський кубок (нагорода МОК) 1: 1949

### Міжнародні
- Кубок Лібертадорес (1) — 2023
- Рекопа Південної Америки (1) — 2024
- Кубок Ріо (1) — 1952

### Національні
- Чемпіон Бразилії 4: 1970, 1984, 2010, 2012
- Кубок Бразилії 1: 2007
- Ліга Каріока 33: 1906, 1907, 1908, 1909, 1911, 1917, 1918, 1919, 1924, 1936, 1937, 1938, 1940, 1941, 1946, 1951, 1959, 1964, 1969, 1971, 1973, 1975, 1976, 1980, 1983, 1984, 1985, 1995, 2002, 2005, 2012, 2022, 2023

### Регіональні
- Турнір Ріо — Сан-Паулу 2: 1957, 1960
- Кубок Ioduran 1: 1919
- Зона Сул Кубка Бразилії 1: 1960

## Відомі гравці
- Жерсон
- Адемір
- Бранко
- Валдо Машадо
- Тіагу Сілва
- Дієго Кавальєрі
- Хуліо Сезар Ромеро
- Роналдінью
- Густаво Скарпа
- Марсело